# Brenda Taylor (Leichtathletin)
Brenda Taylor (* 9. Februar 1979 in St. Louis, Missouri) ist eine ehemalige US-amerikanische Leichtathletin, die im Sprint und Hürdenlauf an den Start ging und sich auf die 400-Meter-Distanz spezialisiert hat. Ihre größten Erfolg feierte sie mit dem Gewinn der Bronzemedaille in der 4-mal-400-Meter-Staffel bei den Hallenweltmeisterschaften 2003 in Birmingham.

## Sportliche Laufbahn
Brenda Taylor wuchs in Boone, Norh Carolina auf und absolvierte ein Studium an der Harvard University. 2001 wurde sie NCAA-Collegemeisterin im 400-Meter-Hürdenlauf und startete über diese Distanz im selben Jahr bei den Weltmeisterschaften in Edmonton, bei denen sie mit 56,52 s im Halbfinale ausschied. Anschließend kam sie bei der Sommer-Universiade in Peking im Vorlauf über 400 m Hürden nicht ins Ziel. 2003 gewann sie mit der US-amerikanischen 4-mal-400-Meter-Staffel in 3:31,69 min gemeinsam mit Monique Hennagan, Meghan Addy und Mary Danner die Bronzemedaille hinter den Teams aus Russland und Jamaika. Im August belegte sie bei den Panamerikanischen Spielen in Santo Domingo in 55,27 s den vierten Platz über 400 m Hürden, ehe sie im September beim IAAF World Athletics Final in Monaco mit 54,93 s auf Rang fünf gelangte. Im Jahr darauf nahm sie über 400 m Hürden an den Olympischen Sommerspielen in Athen teil und belegte dort in 54,97 s im Finale den siebten Platz. Anschließend wurde sie beim World Athletics Final in Monaco in 55,00 s Dritte hinter ihrer Landsfrau Sandra Glover und Tetjana Tereschtschuk-Antipowa aus der Ukraine. Daraufhin beendete sie ihre aktive sportliche Karriere im Alter von 25 Jahren.

## Persönliche Bestleistungen
- 400 Meter: 52,56 s, 22. März 2003 in San Diego
  - 400 Meter (Halle): 53,98 s, 6. Februar 2000 in Boston
- 100 m Hürden: 13,19 s (+0,5 m/s), 17. Juni 2004 in La Jolla
- 400 m Hürden: 53,36 s, 11. Juli 2004 in Sacramento